# Éric Gélinas
Éric Gélinas (Vanier, 8 maggio 1991) è un hockeista su ghiaccio canadese professionista, di ruolo difensore. Dalla stagione 2012-2013 gioca nella National Hockey League per i New Jersey Devils.

## Carriera
Gélinas iniziò la sua carriera giocando per i Lewiston Maineiacs della QMJHL per tre stagioni, tra 2007 e 2010. Dopo il fallimento della squadra, firmò per i Chicoutimi Sangueneens e quindi per i Saint John Sea Dog, con cui vinse la Memorial Cup 2011.
Nel 2009 era risultato la 54ª scelta totale al draft, affidata ai New Jersey Devils. Nella stagione 2011-2012 giocò 75 gare con gli Albany Devils, la squadra affiliata militante in AHL, risultando il miglior difensore in fatto di gol (16) ed il migliore della squadra per punti (37). Nella stagione 2012-2013 disputò soltanto 57 gare dopo essersi infortunato alla mascella nel precampionato, mettendo comunque a referto 6 gol e 22 assist.
Il 23 aprile 2013 fu convocato dalla prima squadra, e due giorni dopo esordì in NHL nell'incontro vinto per 3-2 con i Pittsburgh Penguins.
Inserito stabilmente nella formazione del New Jersey per la stagione 2013-2014, il 24 ottobre mise a segno il suo primo gol in NHL contro i Vancouver Canucks, che poi vinsero l'incontro per 3-2 in shootout.

## Palmarès

### Club
- Memorial Cup: 1

Saint John Sea Dogs: 2011